# Bethlehemkirche (Frankfurt-Ginnheim)

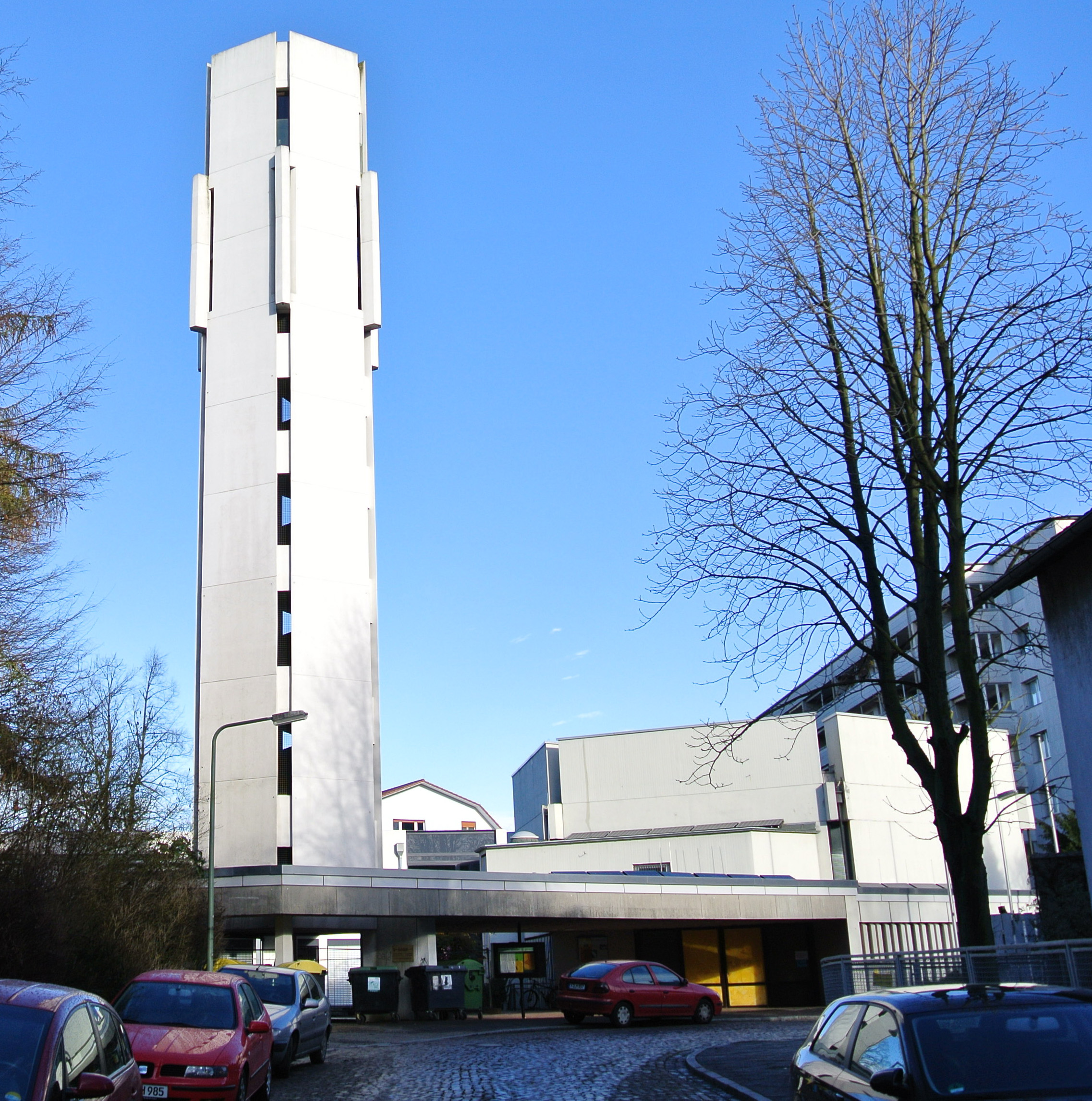
Bethlehemkirche von Süden

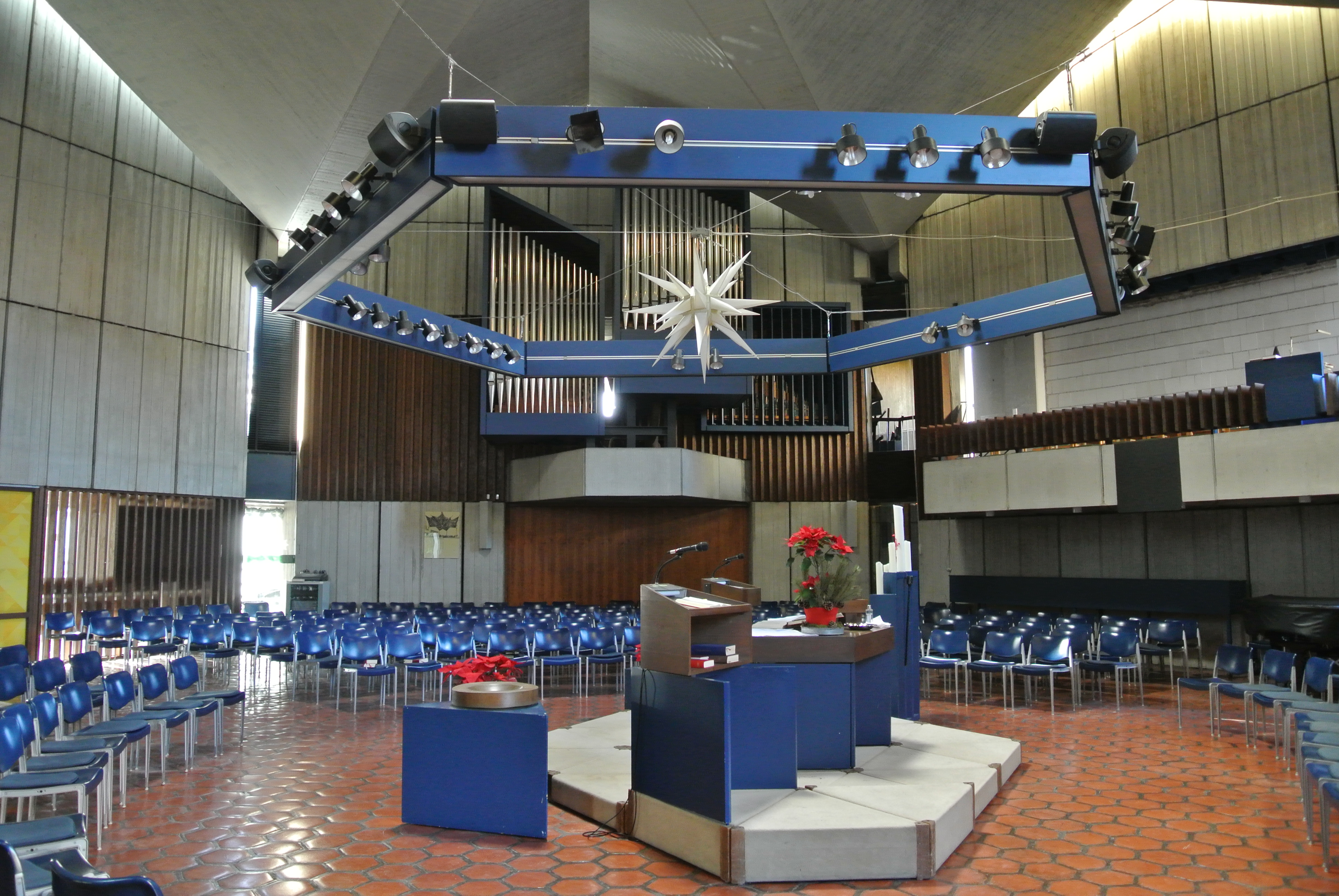
Bethlehemkirche Innenraum

Die evangelische Bethlehemkirche im Frankfurter Stadtteil Ginnheim aus dem Jahr 1971 ergänzt die Alte Bethlehemkirche im Gemeindegebiet.

## Vorgeschichte
Die Bethlehemgemeinde verfügte mit dem barocken Kirchengebäude nur über ein vergleichsweise kleines Gotteshaus. In den 1960er Jahren stieg die Zahl der Gemeindemitglieder aufgrund neuer Wohnviertel. Daher plante man einen Kirchenneubau. Um den finanziellen Aufwand zu begrenzen und neuen Formen gemeindlicher Zusammenkunft Rechnung zu tragen, sollte die Kirche auch Gemeindesaal sein.

## Architektur
Die Bethlehemkirche entstand nach Plänen des Architekten Klaus Peter Heinrici und befindet sich in der Straße Fuchshohl. Die Kirche ist ein Zentralbau auf einem sechseckigen Grundriss. Die Wände und die gefaltete Dachkonstruktion bestehen aus Beton. Ein dreißig Meter hoher Glockenturm, der durch ein Vordach mit der Kirche verbunden ist, markiert den Eingang. Eine Lichtkuppel in der Dachmitte und Schlitze in den Wänden sorgen für einen hellen Innenraum. Altar, Kanzel und Lesepult sind in der Raummitte auf einem Podest angeordnet, das auch weggeräumt werden kann. Darum herum ist die variable Bestuhlung gruppiert. Der ungerichtete, zentrierte Raum kann multifunktional genutzt werden.

## Ausstattung
Die Eingangstür wurde von Hans Heinrich Adam geschaffen. Den Wandteppich zum Thema Menschwerdung Gottes – Aufgabe für uns gestaltete Else Bechteler-Moses. Er wurde von der Nürnberger Gobelin-Manufaktur 1988 gefertigt. 
Die Orgel mit 28 Registern, zwei Manualen und Pedal stammt von Orgelbau Friedrich Weigle und wurde 1971 eingebaut.

## Geläut
Im Kirchturm hängt ein Glockengeläut von acht Glocken, die 1971 von der Glocken- und Kunstgießerei Rincker in Sinn (Hessen) gegossen wurden.
| Glocke | Schlagton | Gewicht | Durchmesser |
| ------ | --------- | ------- | ----------- |
| 1      | b1        | 443 kg  | 920 mm      |
| 2      | c2        | 314 kg  | 820 mm      |
| 3      | es2       | 260 kg  | 730 mm      |
| 4      | f2        | 163 kg  | 650 mm      |
| 5      | g2        | 122 kg  | 580 mm      |
| 6      | as2       | 94 kg   | 535 mm      |
| 7      | b2        | 69 kg   | 480 mm      |
| 8      | c3        | 49 kg   | 440 mm      |

Die Glocken sind in eine mechanische Glockenspielanlage der Firma Eduard Korfhage & Söhne eingebunden.

## Gemeinde
Die Gemeinde wurde 1910 nach Bethlehem, dem Geburtsort Jesu benannt. Von 1950 bis 1960 war Werner Hess Pfarrer der Gemeinde, der später Intendant des Hessischen Rundfunks wurde.